# Домоткановичи
Домоткановичи (бел. Даматка́навічы) — агрогородок в Клецком районе Минской области Беларуси, центр Щепичского сельсовета. По состоянию на 2009 год население города составляло 661 человек. До 2007 года был центром Домоткановичского сельсовета. В 2007 году сельсовет был упразднён, а все его населённые пункты были переданы в ведение Щепичского сельсовета, при этом административным центром Щепичского сельсовета стали не Щепичи, а Домоткановичи.

## География
Домоткановичи находятся в 7 км к северо-западу от райцентра, города Клецк. В 5 км к западу проходит граница с Брестской областью. Рядом с селом проходит дорога Клецк — Снов. Около села на небольшом ручье образована запруда.

## Этимология
Название, вероятно, происходит от слова «домоткан» — человек, занимающийся ткацким ремеслом в домашних условиях. Основой для названия селения, могла послужить как фамилия, так и прозвище по роду занятий.

## История
В 2007 году административно-территориальный центр Щепичского сельского Совета депутатов перенесён из деревни Щепичи в деревню Домоткановичи.
В 2009 году деревня Домоткановичи преобразована в агрогородок.

## Инфраструктура
В Домоткановичах функционируют средняя школа и детский сад-ясли, отделение связи, больница сестринского типа и врачебная амбулатория, филиал ОАО "АСБ Беларусбанк".

## Культура
- Домоткановичский сельский Дом культуры
- Образцовая вокальная студия «Сузор’е» Домоткановичского сельского Дома культуры

## Достопримечательности
- Братская могила советских воинов.
- Ветряная мельница из Домоткановичей (be:Ветраны млын з Даматканавічаў).  Историко-культурная ценность Республики Беларусь, шифр 612Г000391. Деревянная ветряная мельница построена в 1880 годах. Несколько раз перевозилась из деревни в деревню, в 1937 году перевезена в Домоткановичи. Работала до 1960-х годов. В 1980-х годах перенесена в Белорусский государственный музей народной архитектуры и быта.
- Усадебный дом бывшей дворянской усадьбы (конец XIX — начало XX века) —  Историко-культурная ценность Республики Беларусь, шифр 613Г000199. Сейчас здание занимает школа-интернат.
- Православная церковь Святого Георгия. Построена в XIX века. В 1990-х гг. старый храм был обложен кирпичом и увеличен в длину.

## Галерея

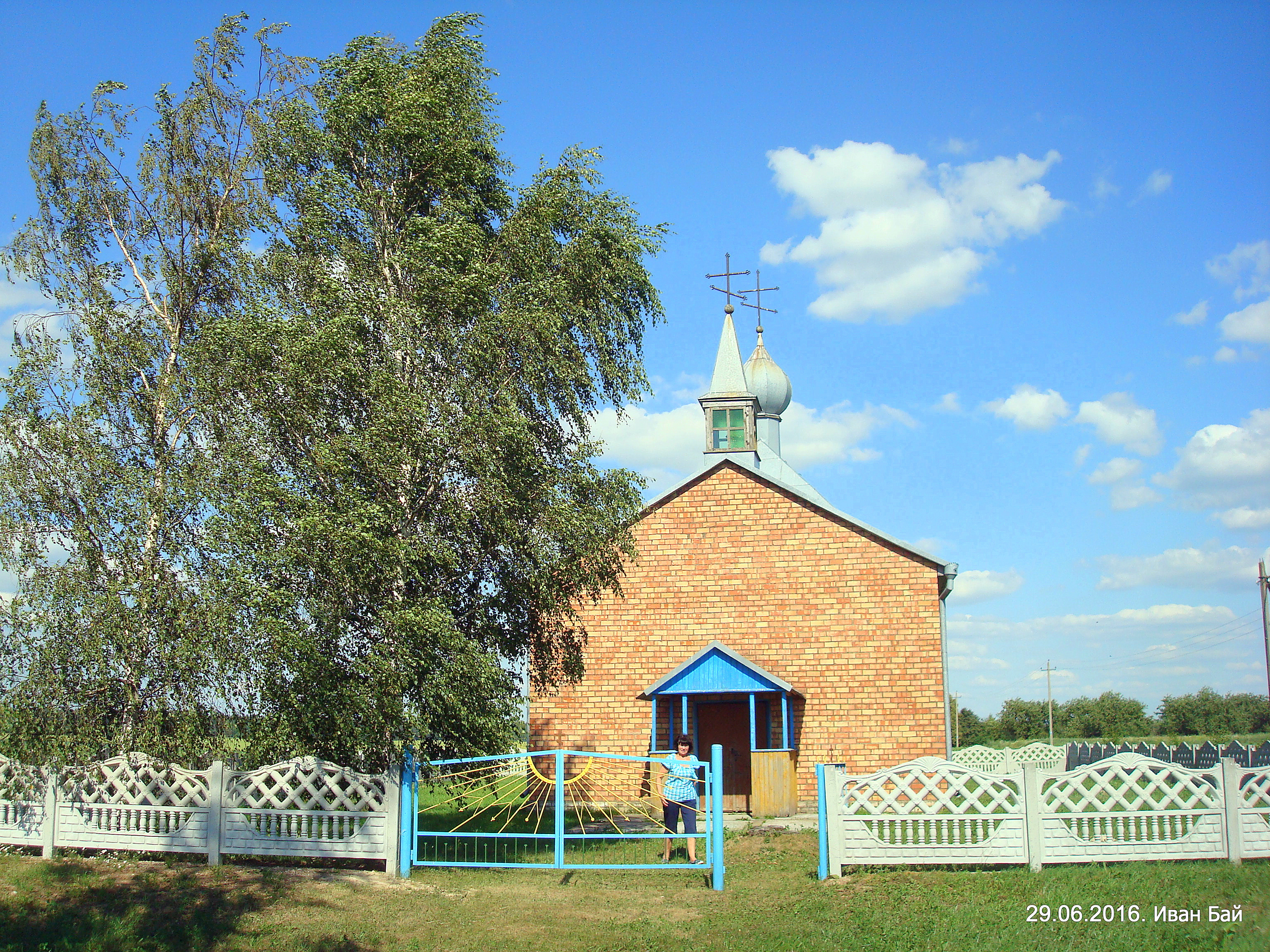
Свято-Георгиевская церковь
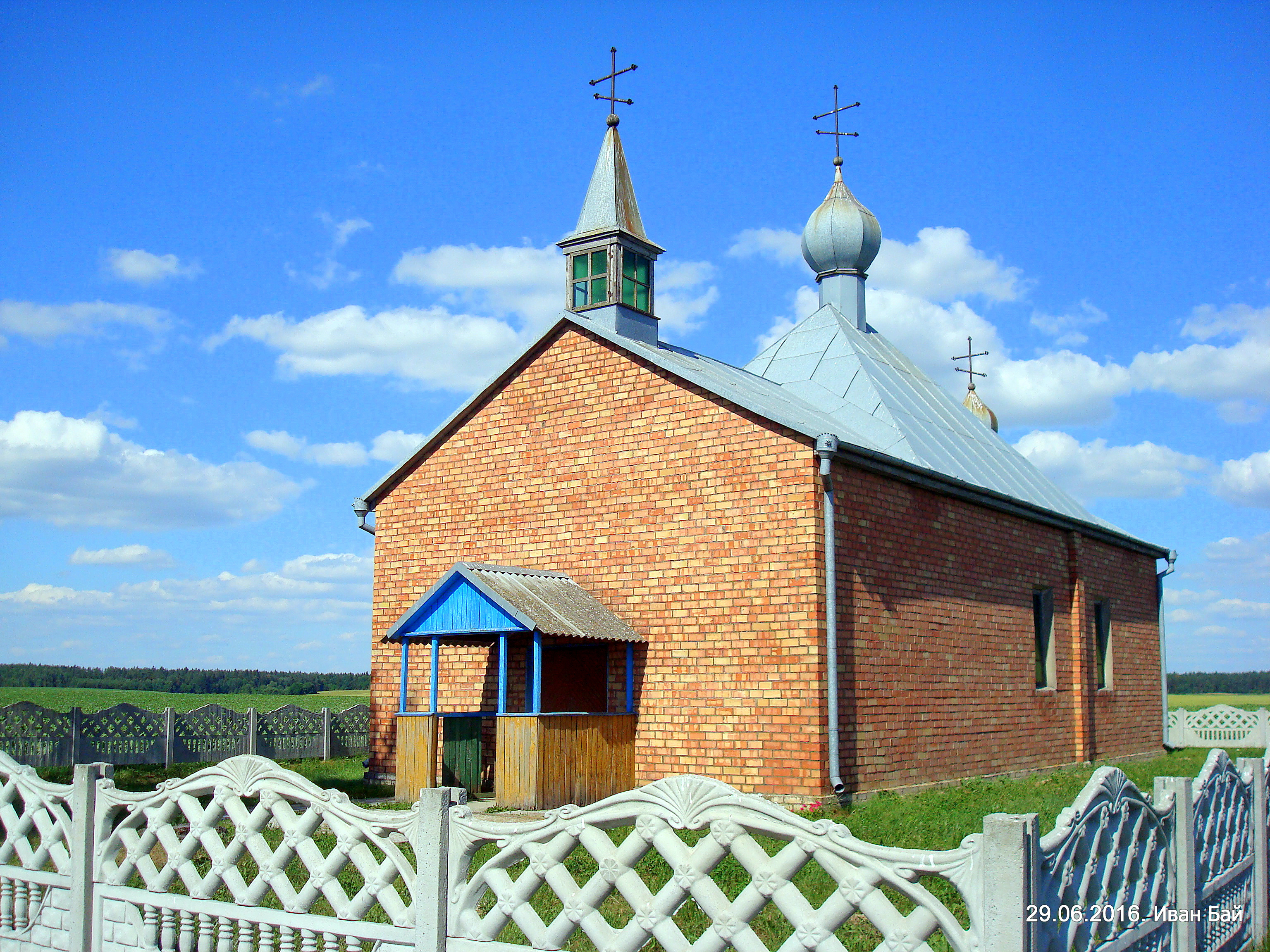
Свято-Георгиевская церковь
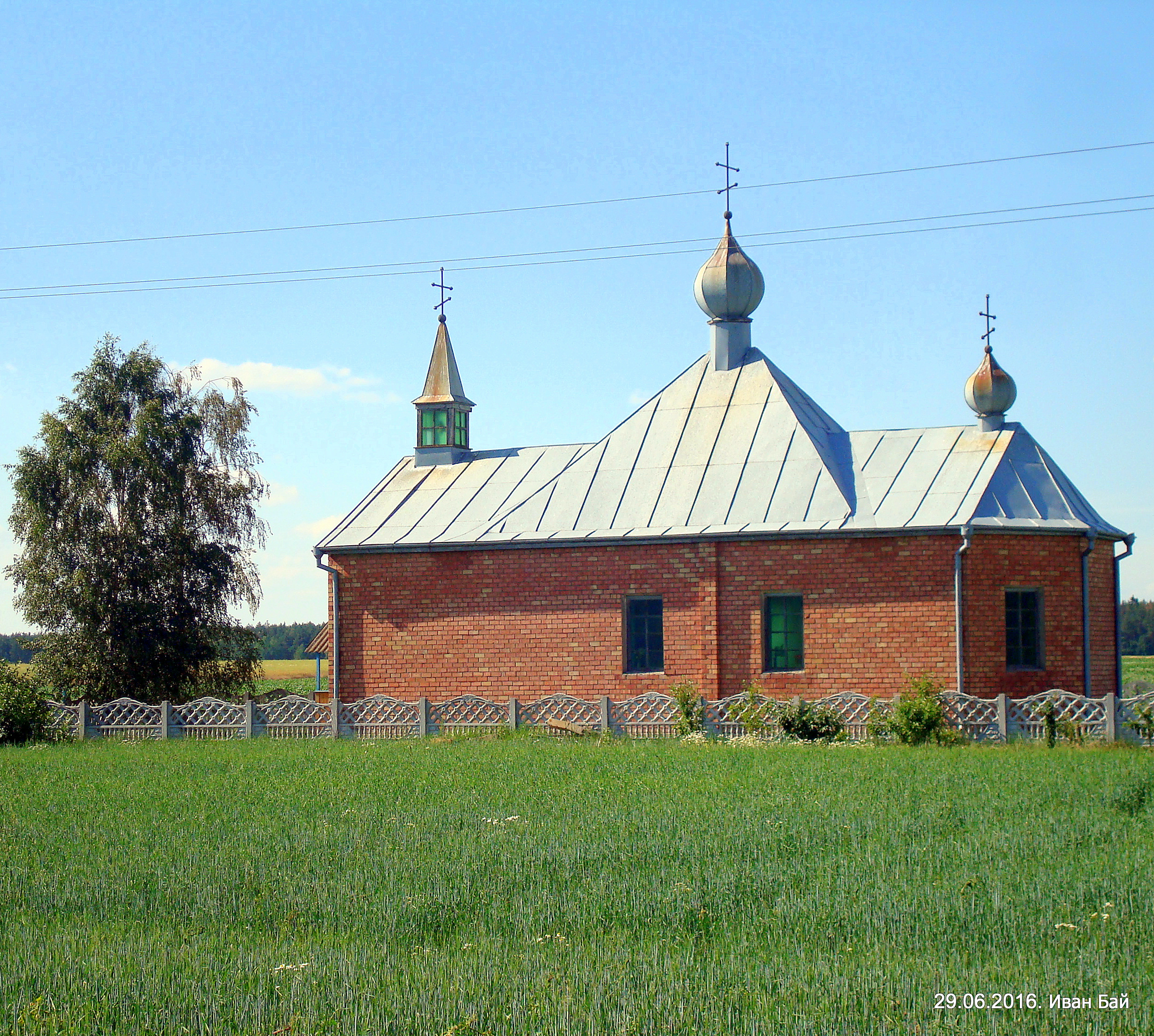
Свято-Георгиевская церковь
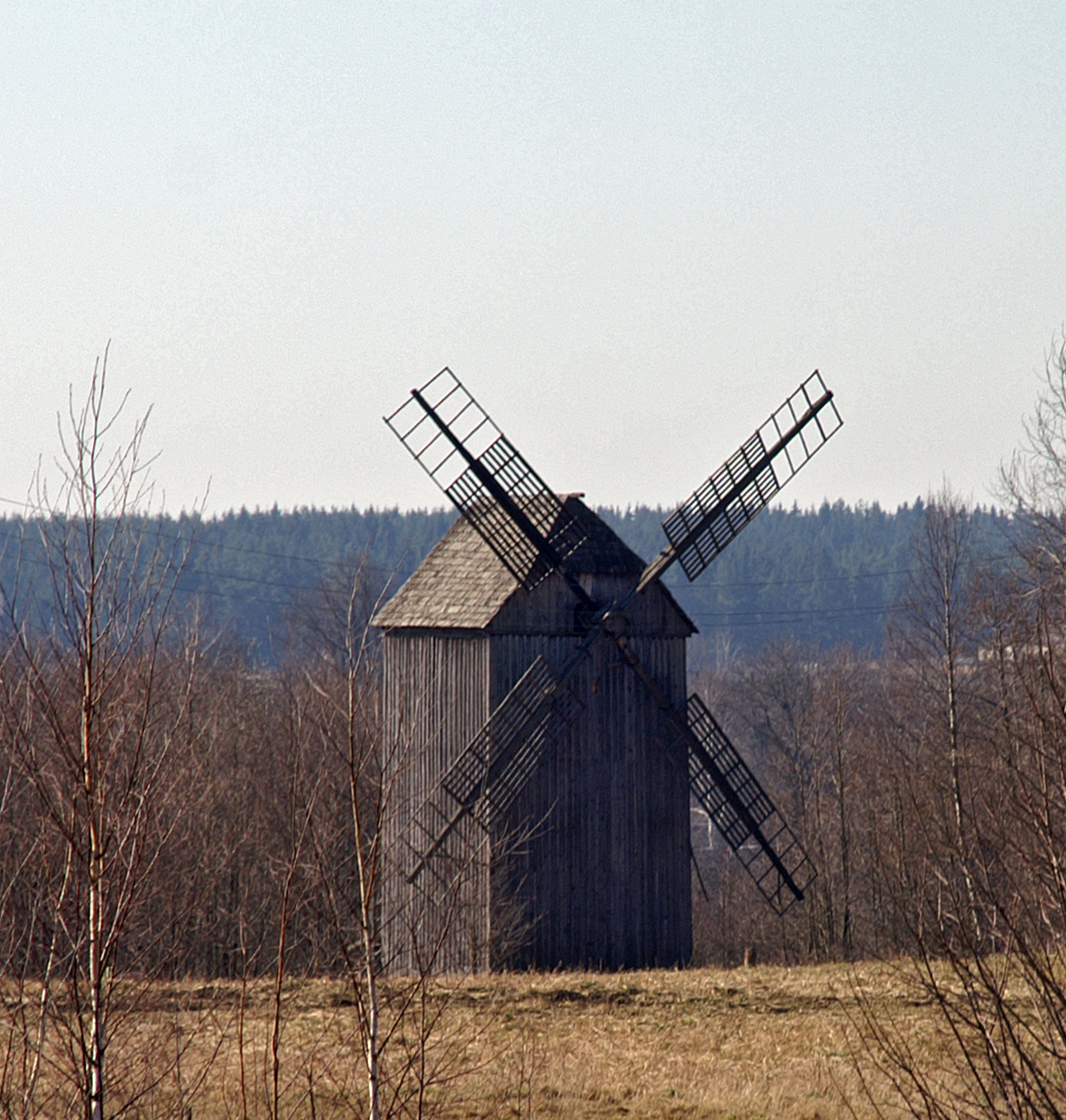
Ветряная мельница из Домоткановичей
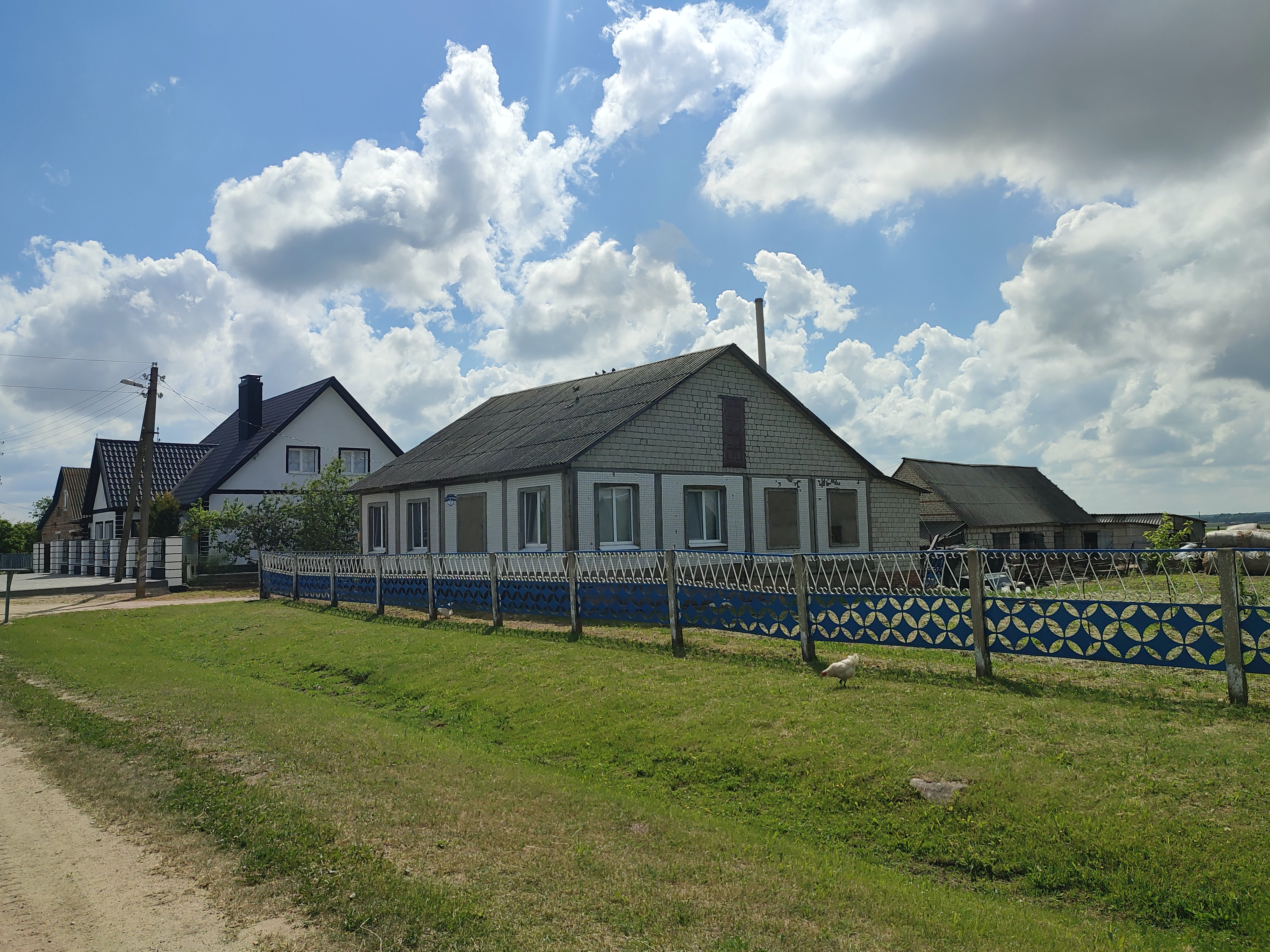
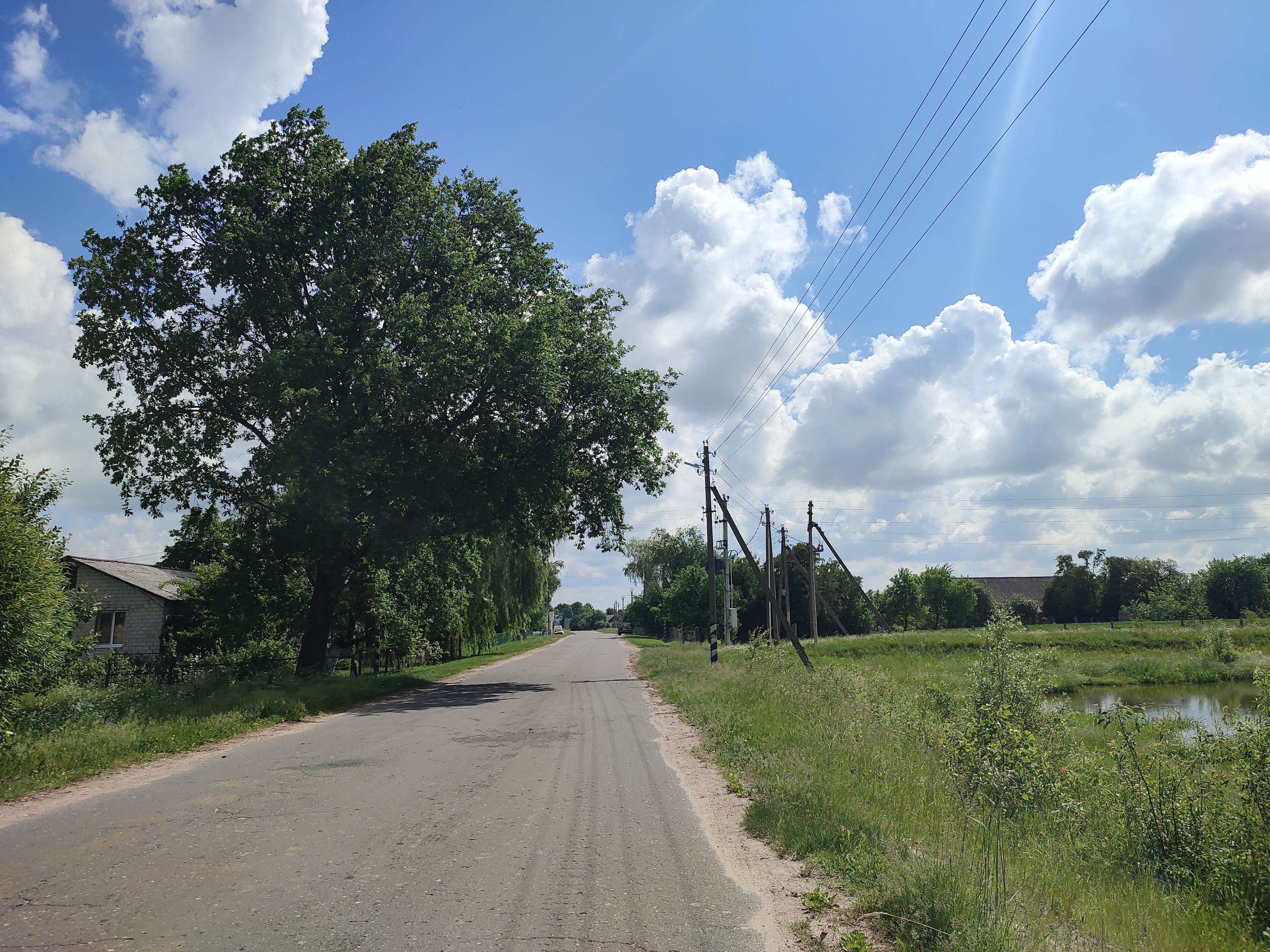
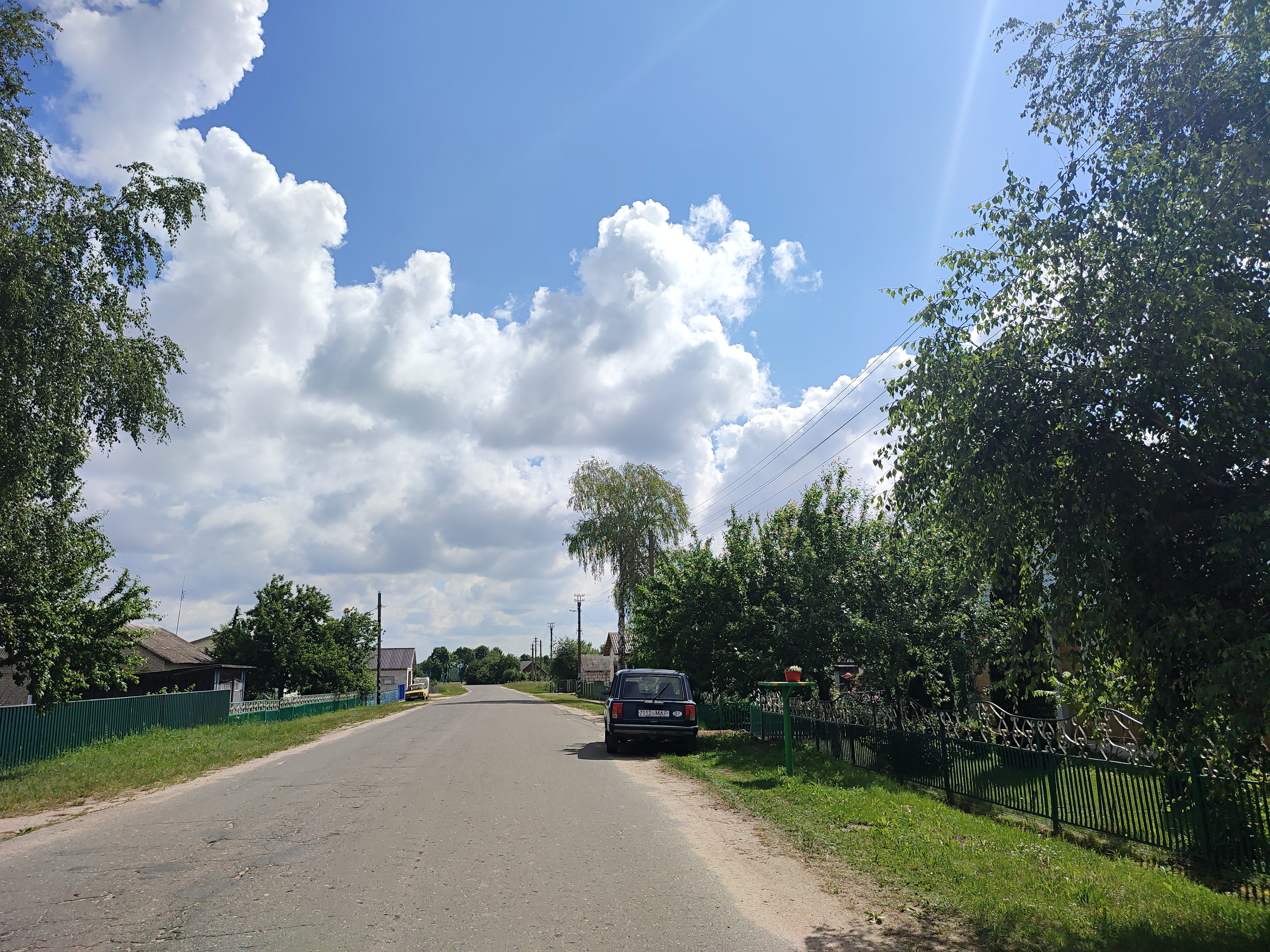
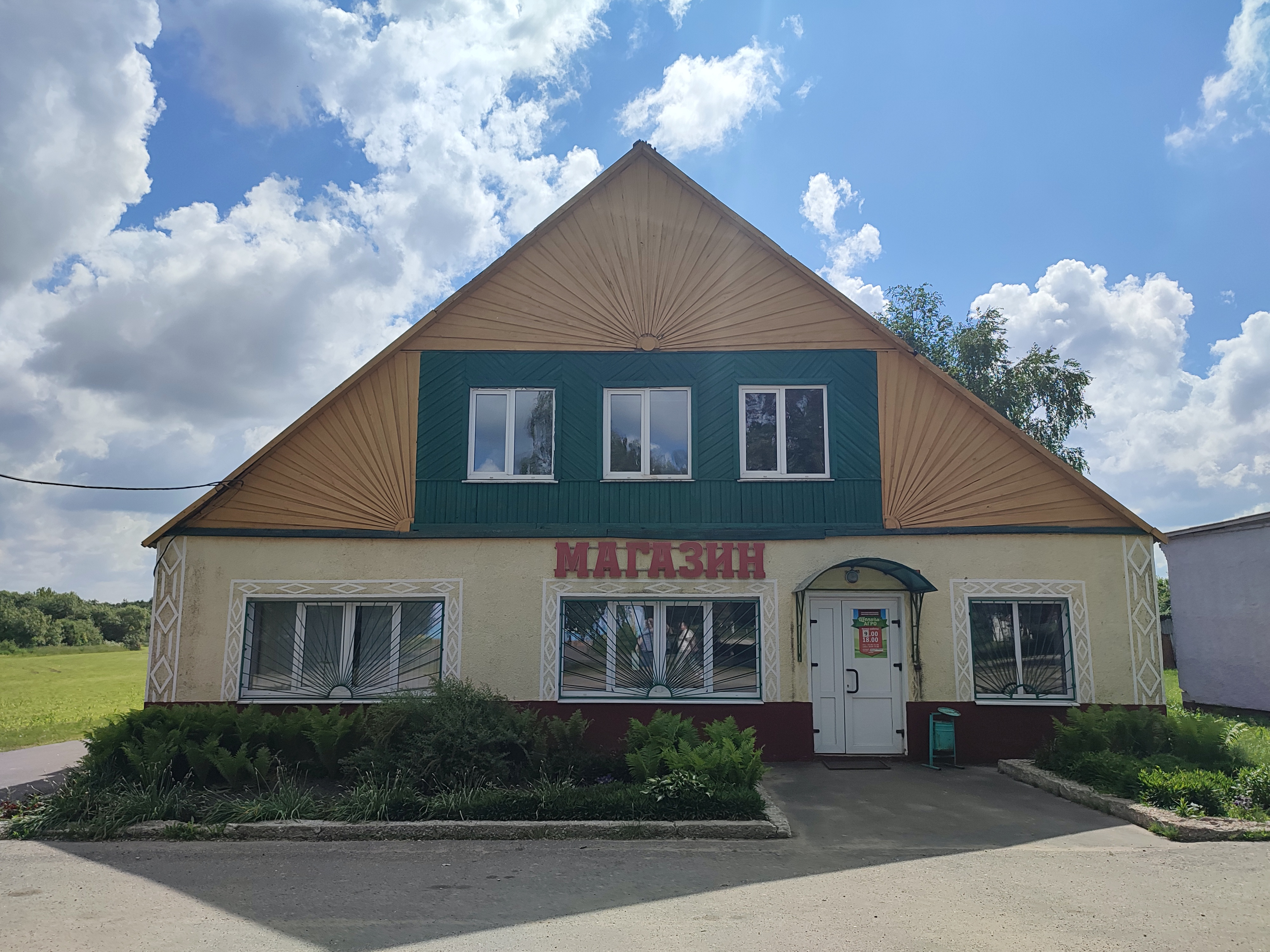
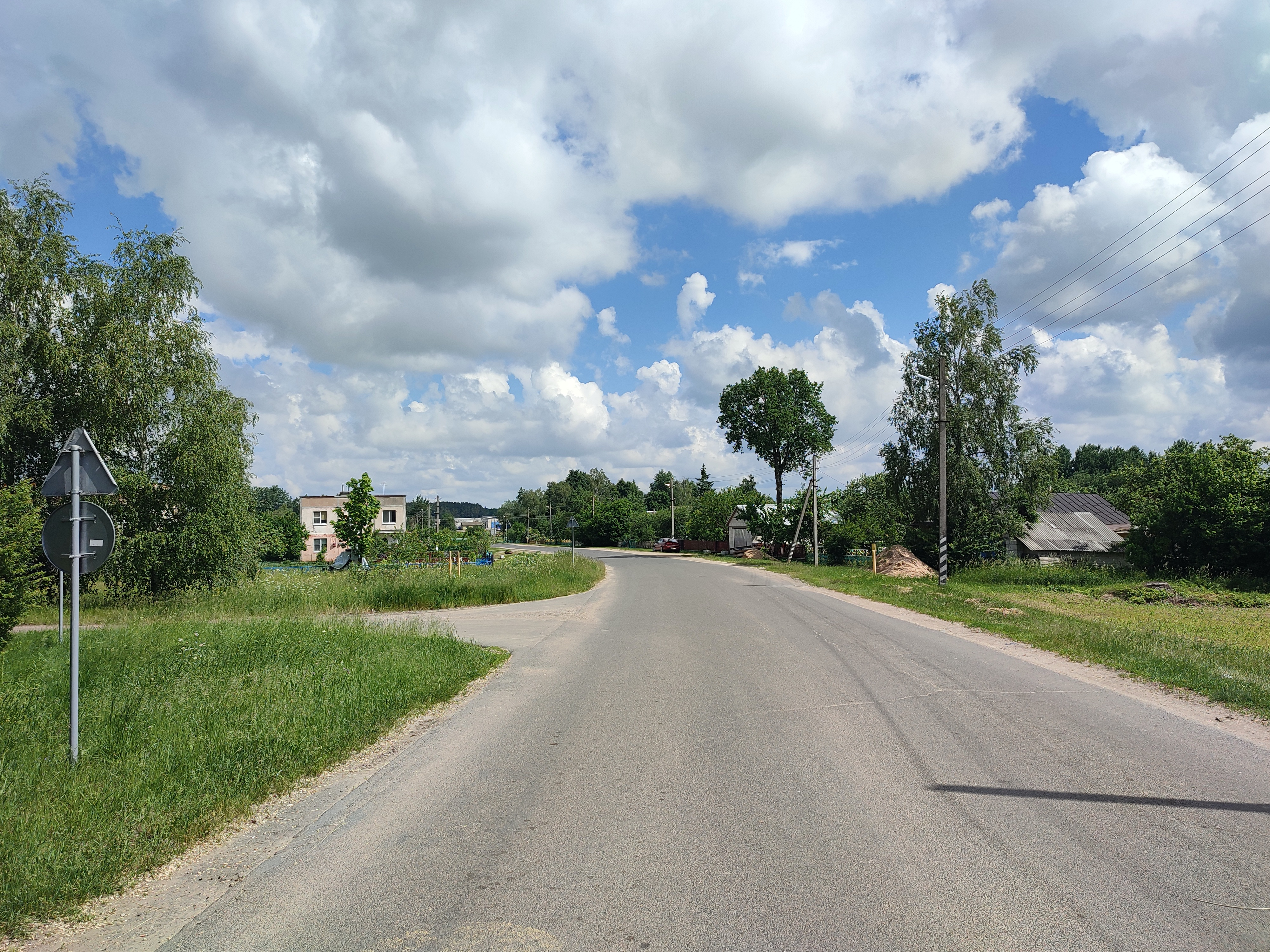
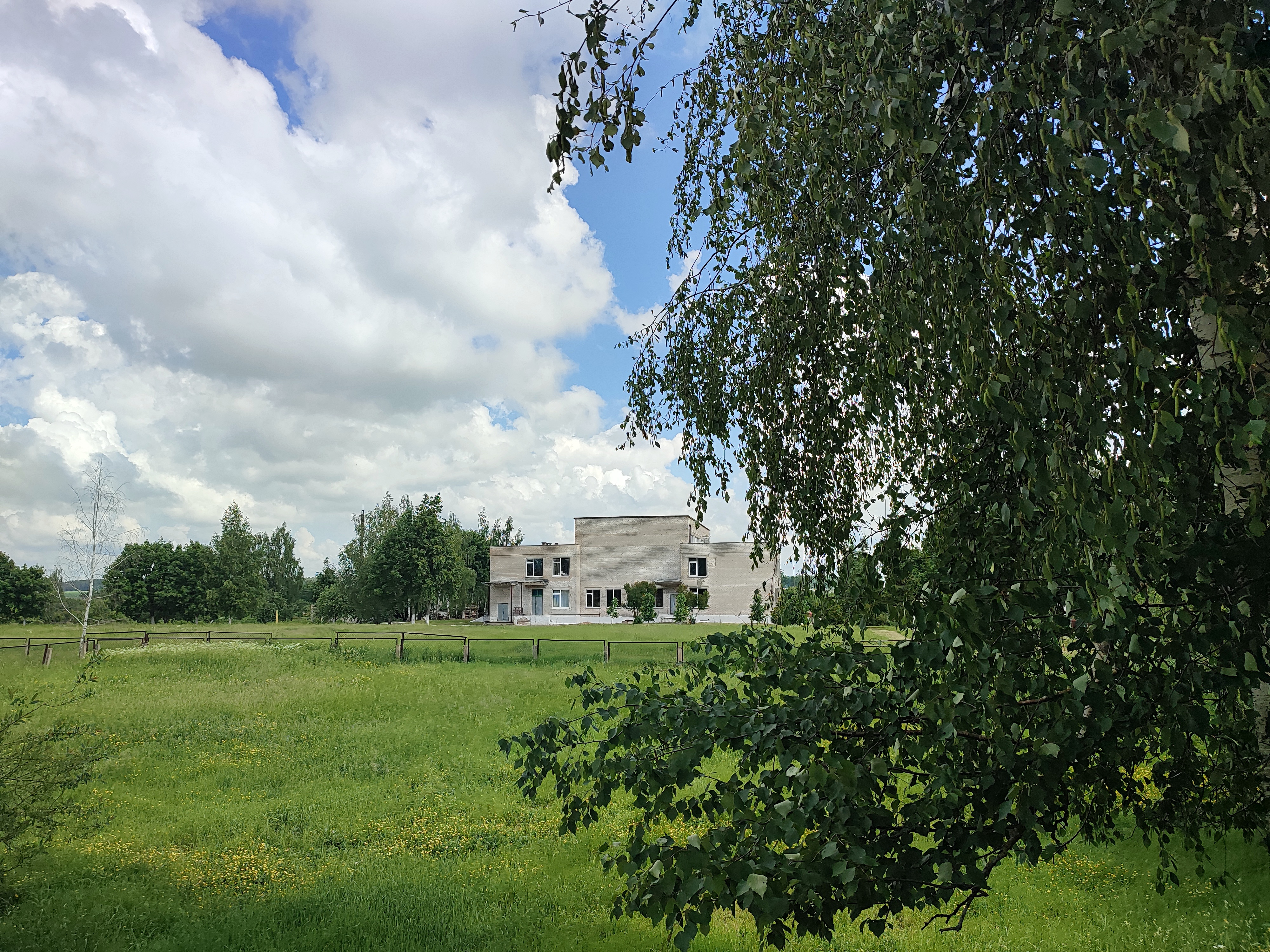
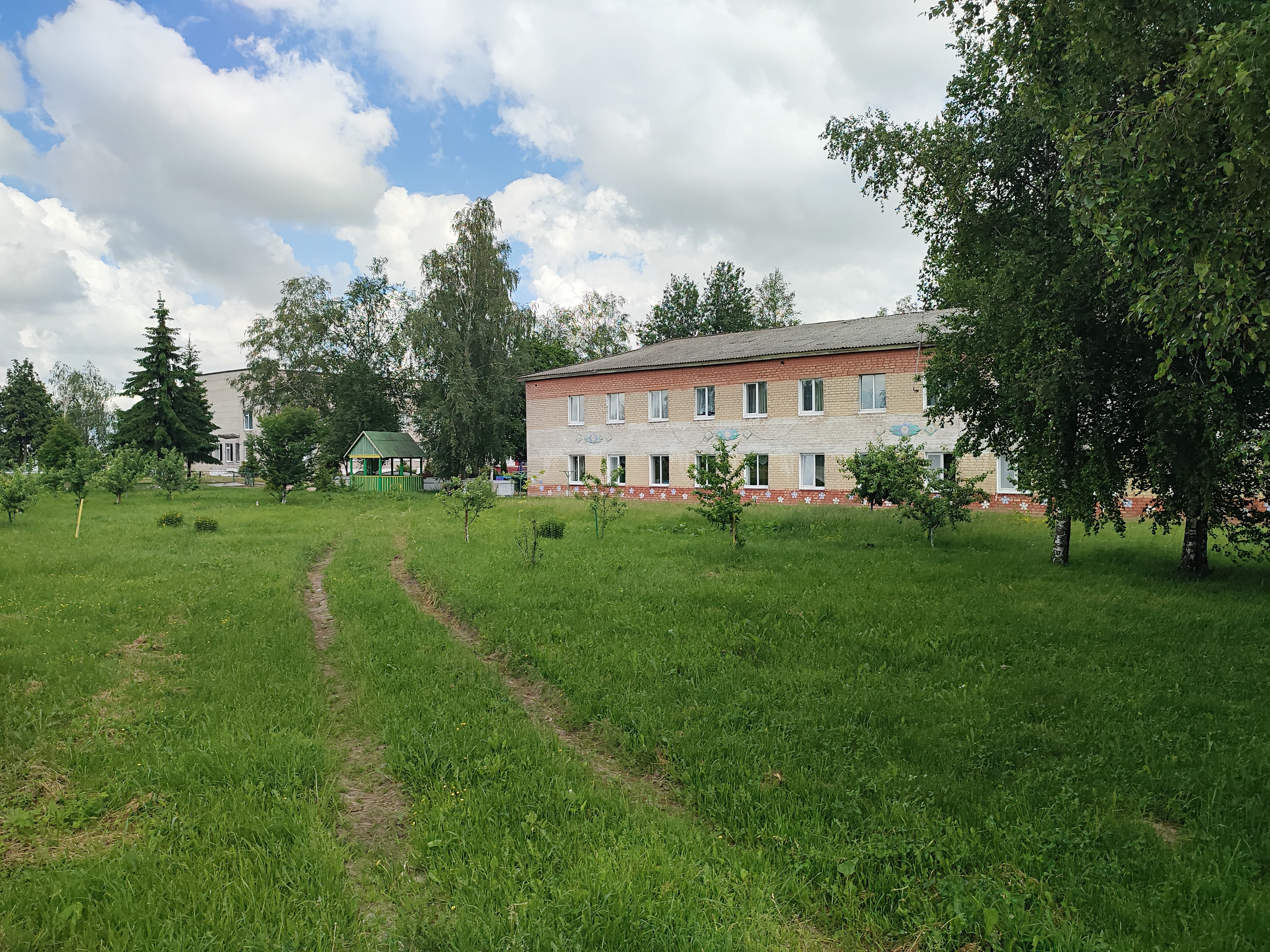